# 利努库单抗
利努库单抗（INN：Rinucumab；开发代号：REGN2176），或译利努苏单抗，是一种单克隆抗体，设计用于治疗新生血管性年龄相关性黄斑变性。该药物由再生元制药开发。